# Rondeletia brachyphylla
Rondeletia brachyphylla är en måreväxtart som beskrevs av George Richardson Proctor och Johannes Michael Friedrich Adam. Rondeletia brachyphylla ingår i släktet Rondeletia och familjen måreväxter. Inga underarter finns listade i Catalogue of Life.